# قمار زندگی
قمار زندگی فیلمی به کارگردانی و نویسندگی عباس کسایی محصول سال ۱۳۵۱ است.

## خلاصه داستان
محسن (تقی مختار) به مریم (شهین) علاقه دارد و مریم و خواهرش لیلا (لیلا فروهر) با مادرشان دلکش (عصمت دلکش)، که خوانندهٔ مشهوری است، زندگی می‌کنند...

## بازیگران
- تقی مختار
- شهین
- دلکش
- محمدتقی کهنمویی
- هایک
- لیلا فروهر
- یاسمین
- دیانا
- حسین ملکی
- مرتضی حدیقی
- علی دهقان
- حسین شهاب
- ذبیح‌الله ذبیح‌پور
- عباس منتجم شیرازی